# Tercera División de Macedonia del Norte

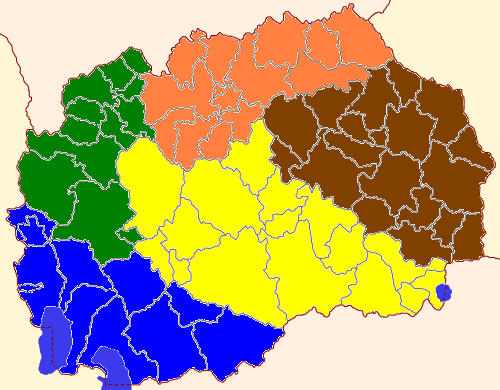
Esta es la distribución geográfica de los grupos de la Tercera División;
Naranja - Norte,
Amarillo – Sur,
Marrón – Este,
Verde – Oeste,
Azul – Suroeste.

La Tercera División de Macedonia del Norte (en macedonio: Македонска Трета Лига - Makedonska Treta Liga) es la tercera liga de fútbol en importancia de la República de Macedonia del Norte.

## Formato
La liga se compone de 5 grupos, en las cuales los equipos son ubicados según su región geográfica (Norte, Sur, Este, Oeste y Suroeste), y los 5 ganadores de cada grupo se enfrentan al 13.eɽ lugar de la Segunda Liga de Macedonia del Norte en un hexagonal para definir a los tres equipos que ascienden a la Segunda Liga de Macedonia del Norte; mientras que los tres peores equipos de la temporada descienden a las ligas regionales de Macedonia del Norte.

## Ediciones anteriores
| Season  | División Norte      | División Sur    | División Este | División Oeste | División Suroeste  |
| ------- | ------------------- | --------------- | ------------- | -------------- | ------------------ |
| 2004–05 | Metalurg            | Lozar           | Osogovo       | Drita          | Karaorman          |
| 2005–06 | Milano              | Kožuf           | Tiverija      | Gostivar       | Ilinden Velmej     |
| 2006–07 | Alumina             | Miravci         | Nov Milenium  | Drita          | Ohrid              |
| 2007–08 | Lepenec             | Kožuf           | Osogovo       | Ljuboten       | Novaci             |
| 2008–09 | Lepenec             | 11 Oktomvri     | Osogovo       | Vlazrimi       | Vlaznimi           |
| 2009–10 | Gorno Lisiče        | Tikveš          | Osogovo       | Rinia          | Ohrid Lote         |
| 2010–11 | Treska              | Pobeda Junior   | Osogovo       | Rufeja         | Korab              |
| 2011–12 | Madžari Solidarnost | Korzo           | Babi          | Vrapčište      | Novaci             |
| 2012–13 | Shkupi1             | Borec           | Tiverija      | Zajazi         | Korabi             |
| 2013–14 | Goblen              | Vardar Negotino | Belasica      | Vlazrimi       | Mladost Carev Dvor |

1- El Shkupi perdió el ascenso en los play-offs, pero tras fusionarse con el Korzo, el club ascendió.